# Pfarrkirche Ulmerfeld

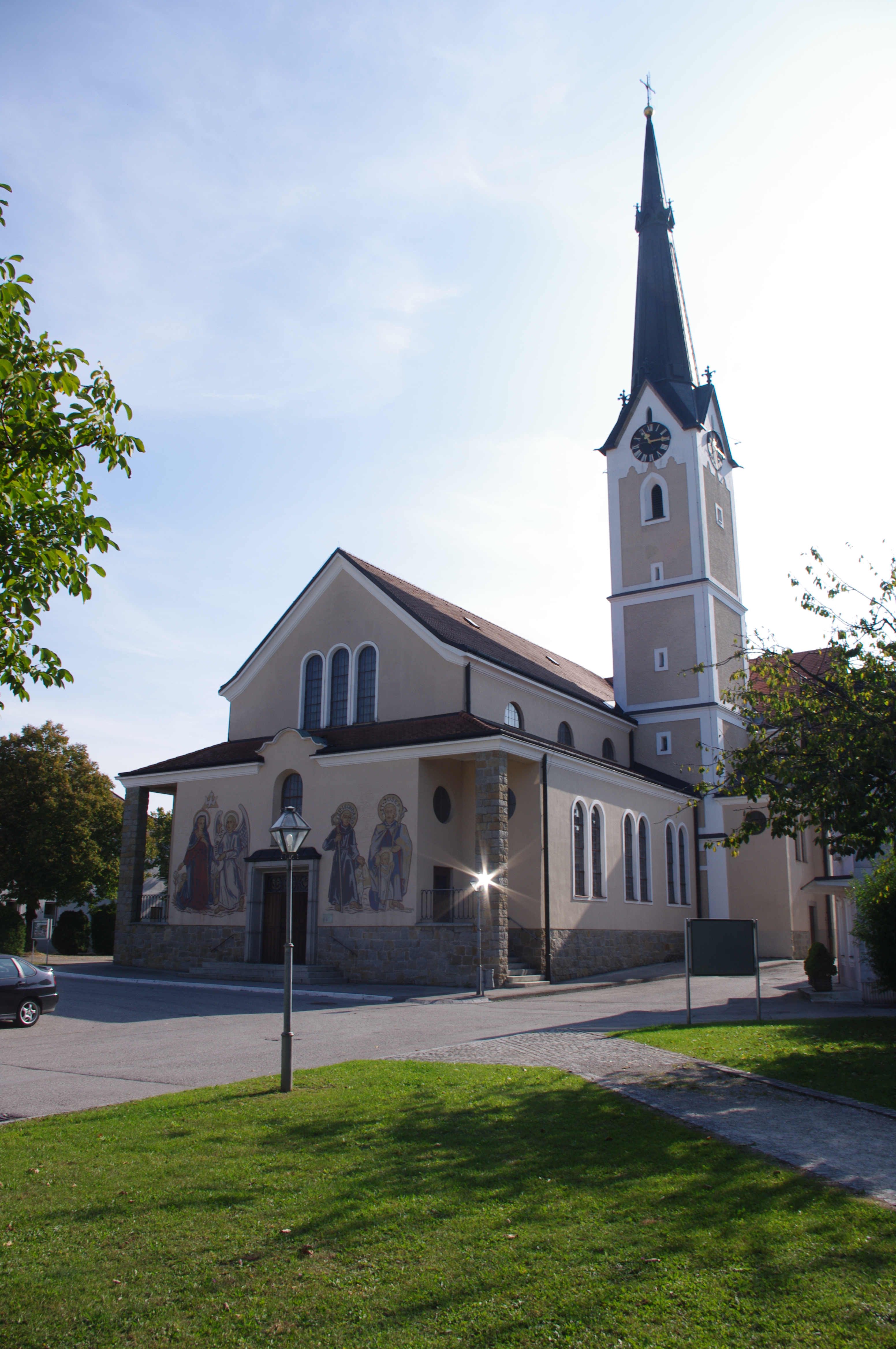
Katholische Pfarrkirche Hll. Peter und Paul in Ulmerfeld

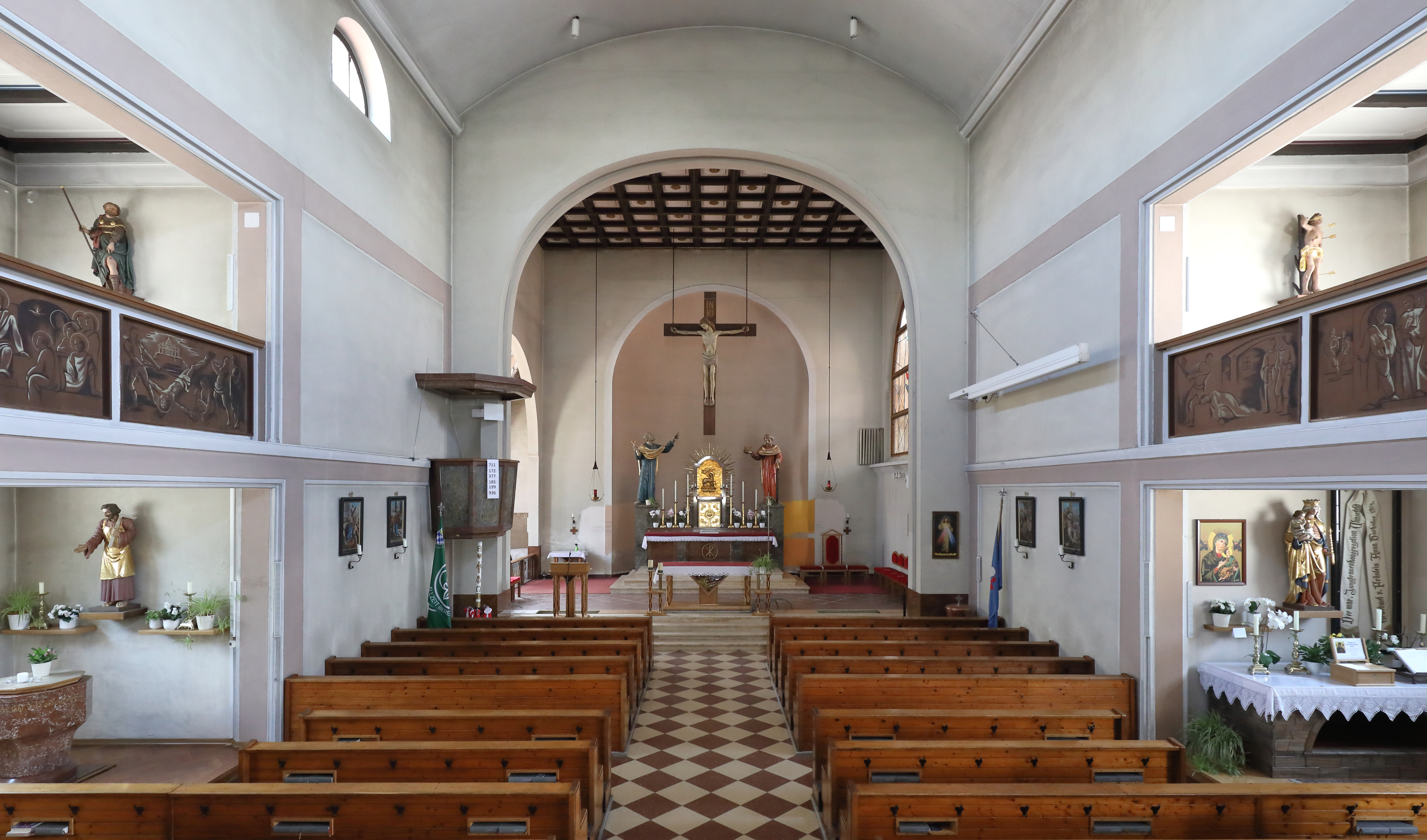
Langhaus, Blick zum Chor

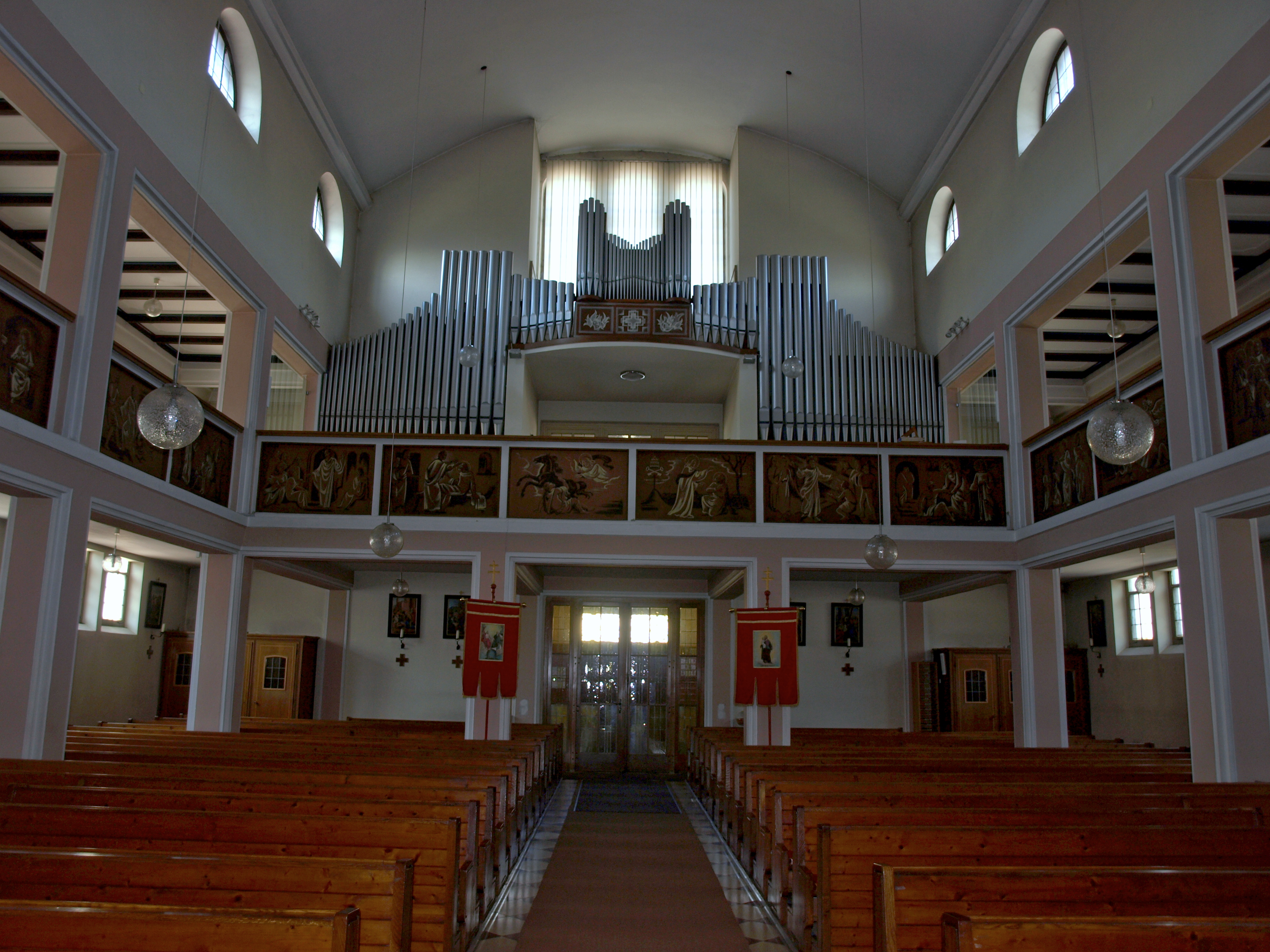
Langhaus, Blick zur Orgelempore

Die Pfarrkirche Ulmerfeld steht am Kirchenplatz im Ort Ulmerfeld in der Stadtgemeinde Amstetten im Bezirk Amstetten in Niederösterreich. Die dem Patrozinium Hll. Peter und Paul unterstellte römisch-katholische Pfarrkirche gehört zum Dekanat Amstetten der Diözese St. Pölten. Die Kirche steht unter Denkmalschutz (Listeneintrag).

## Geschichte
Vor dem Jahr 1000 bestand eine Eigenkirche vom Bistum Freising. Danach war die Kirche bis circa 1250 ein Vikariat der Pfarrkirche Amstetten-St. Stephan und 1716 ein Vikariat der Pfarrkirche Neuhofen an der Ybbs. 1939 wurde die Kirche zur Pfarrkirche erhoben.
Der gotische Kirchenbau wurde von 1951 bis 1953 nach den Plänen des Architekten Franz Barnath zu einer Basilika erweitert.

## Architektur
Das basilikale Langhaus wurde nach Norden erweitert, der neue Chor durchbricht südlich den gotischen Altbestand, Reste der gotischen Kirche sind quer gelagert erhalten, östlich der ehemalige Chor als Seitenkapelle, westlich das ehemalige Langhaus als Sakristei. Der Turm, im unteren Bereich gotisch, ist im Westen des Langhauses eingestellt.

## Ausstattung
Der Hochaltar entstand nach einem Entwurf von Adolf Treberer-Treberspurg, der Tabernakelaltar trägt monumentale Statuen Peter und Paul, über dem Altar hängt ein Kruzifix.
Die Orgel bauten die Gebrüder Mauracher 1955. Eine Glocke nennt 1441.

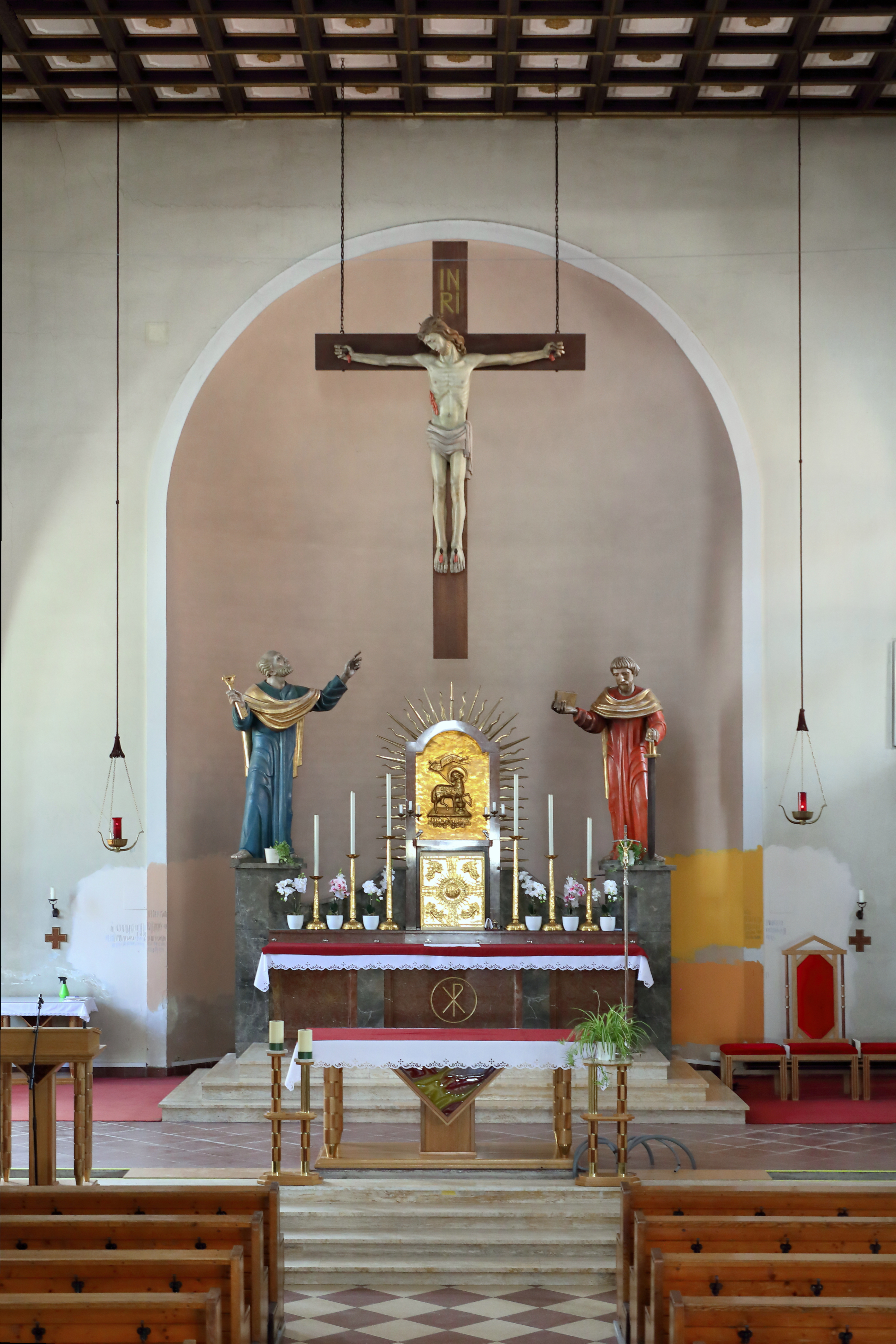
Hochaltar
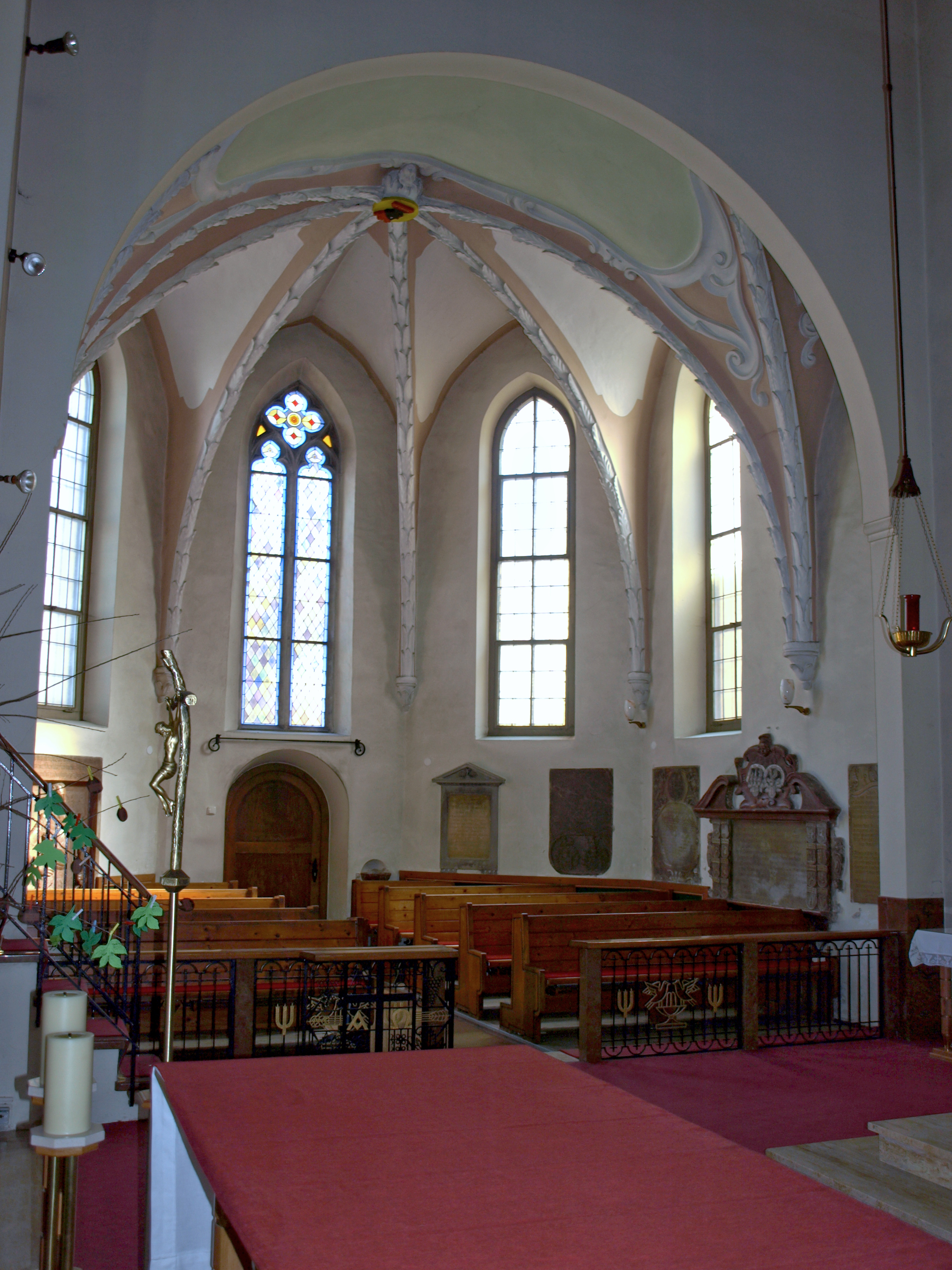
Ehemaliger Chor mit Grabdenkmälern
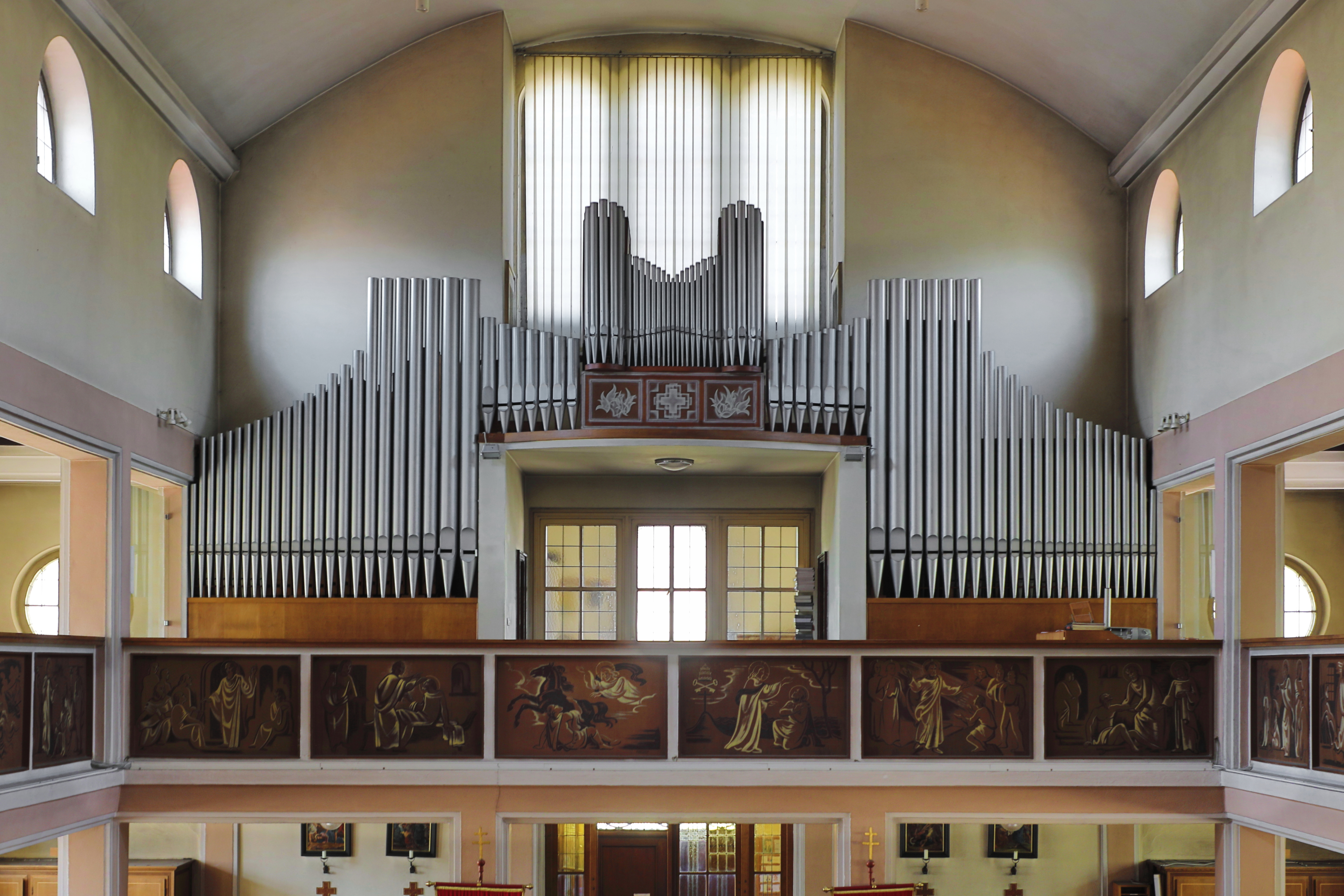
Orgel der Pfarrkirche

## Grabdenkmäler
- Im ehemaligen Chor: Johannes Joachim de Randegg 1643 mit Inschrift und Wappenkartusche, Georg Christoph Baron von Puech in Walkersaich und Gemahlin 1649 als aufwendig gerahmtes Inschriftswandgrabmal mit 20 Wappen, Hanns Yllsung zu Arbing als herrschaftlicher Pfleger mit einem Relief einer geharnischten Ganzfigur 1567, Doppelwappen Adam Hoffman 1653, Maria Juliana von Randegg 1719, und weiter Epitaphien 1717, 1764, 1773, 1775 und 1819.